# Carl Ludwig Zeitler
Carl Ludwig Zeitler (* 4. Juni 1835 in Berlin; † 25. Januar 1910 ebenda) war ein deutscher Kaufmann und Mäzen.

## Leben und Wirken

Agnes und Carl Ludwig Zeitler (Mosaik in der Familiengruft)

Zeitler stammte aus einer Weberfamilie. Seine Mutter Hanna Wilhelmine war mit einem Webermeister verheiratet. Nach dessen frühem Tod heiratete sie 1834 seinen Vater den Baumwollweber Johann Jakob Zeitler (1807–1871). Dieser hatte sich aus einfachen Verhältnissen zum Textilfabrikanten und -händler hochgearbeitet. Um 1850 gehörte die Familie bereits zu den wohlhabenderen Berlins.
Zeitler genoss eine standesgemäße Ausbildung an der Königstädtischen Realschule und lernte dort u. a. die Söhne der Berliner Unternehmerfamilien Josty, Patzenhofer und Pfefferer kennen. Entgegen seinen naturwissenschaftlichen Neigungen entschloss er sich, zur weiteren Ausbildung in das väterliche Geschäft einzutreten, um später dessen Führung zu übernehmen. Neben dem angestammten Textilhandel befasste er sich zunehmend mit Immobilien- und Finanzgeschäften und mehrte dadurch den Reichtum der Familie. Dabei ließ er sich davon leiten, dass Reichtum als eine Gottesgabe auch gottgefällig zu nutzen sei.
Um 1860, noch vor dem Abriss der Berliner Akzisemauer, erwarb Zeitler südlich davon ein etwa ein Hektar großes unbebautes Grundstück, durch welches später die Büschingstraße führen sollte. Dort wollte er ursprünglich einen Hochschul-Campus nach dem Vorbild von Harvard errichten. Nachdem ihm dieses nicht genehmigt wurde, plante er an der Büschingstraße die Errichtung von mehreren Wohnhäusern, aus deren Einkünften vorrangig Studierende gefördert werden sollten. In das Haus Büschingstraße 30, eines der ersten fertiggestellten, zog er 1865 ein und betrieb dort auch seine Textilhandlung. Die weitere Bebauung der nördliche Büschingstraße verzögerte sich jedoch wesentlich durch Änderungen des Bebauungsplanes und daraus resultierende Streitigkeiten mit anderen Anliegern und der Baubehörde. Diese akzeptiert auch mehrfach nicht Baupläne Zeitlers, der sich nun „Baumeister“ nannte, ohne eine entsprechende Befähigung nachweisen zu können. So wurden die Häuser an der Friedenstraße erst 1906 fertiggestellt. Zwischenzeitlich konnte er jedoch mit Gewinn seine bebauten und unbebauten Grundstücke der südlichen Büschingstraße verkaufen.

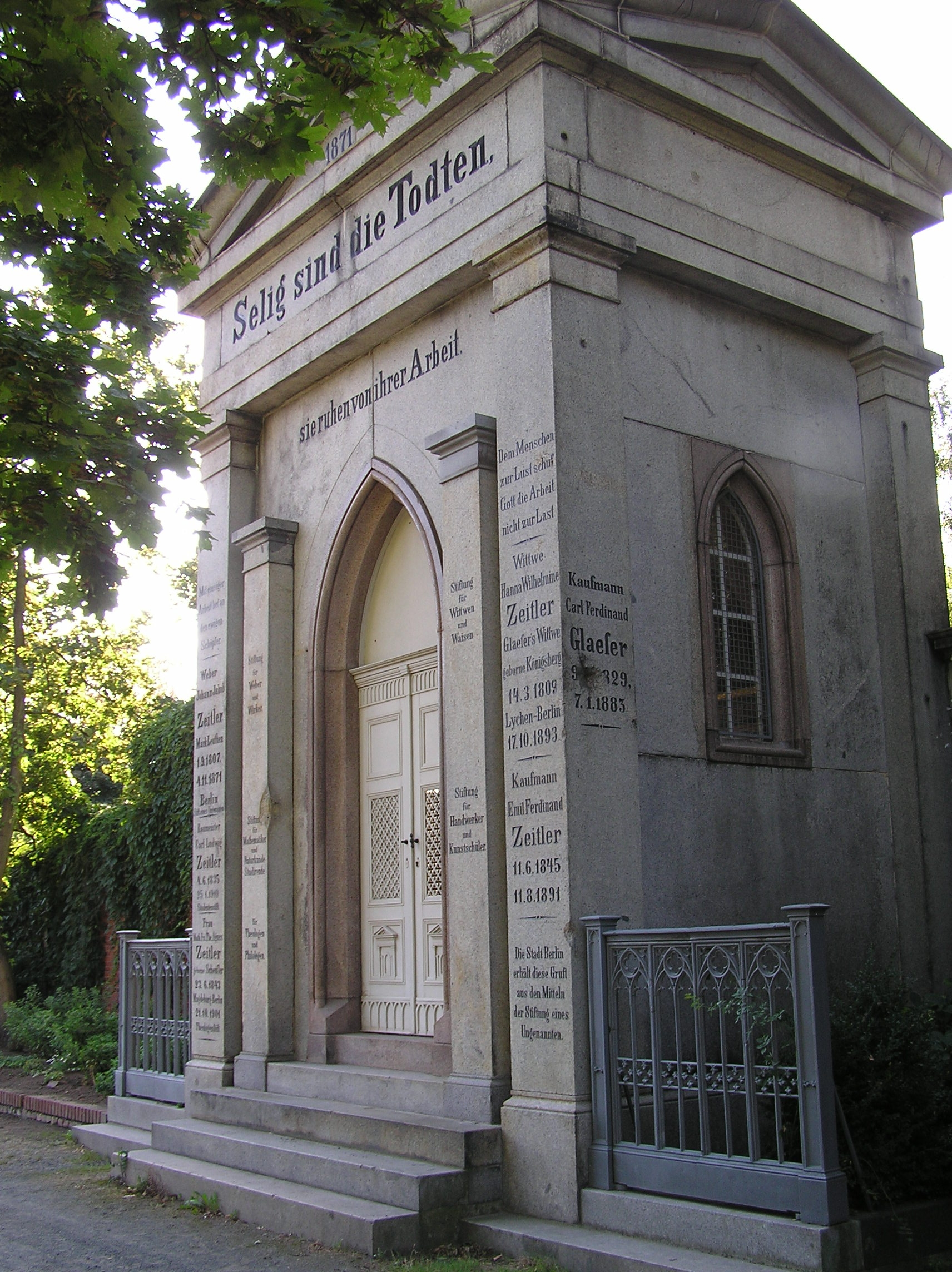
Zeitlersche Familiengruft

Nach dem Tod seines Vaters Johann Jakob Zeitler 1871 ließ er auf dem Alten Georgen-Friedhof Greifswalder Straße die „Familien-Gruftkapelle“, ein kleines, aber auffälliges Mausoleum errichten. Außer dem Vater wurden in diesem Erbbegräbnis Zeitlers Mutter Wilhelmine (1809–1893), der Bruder Emil (1845–1891), der Halbbruder Carl Ferdinand Gläser (1829–1883), Zeitlers Frau Agnes (1843–1901) und er selbst bestattet. Das Mausoleum wurde 1997/98 mit Unterstützung der Berliner Arbeitsgemeinschaft Historische Friedhöfe denkmalgerecht saniert.
Zeitler war einer der Gründer und Förderer der Berliner Urania. Auf dem Dach des Hauses Büschingstraße 35 ließ er eine Sternwarte errichten, im Haus einen Konzert- und Vortragssaal einrichten. Er suchte den Kontakt mit den in seinen Häusern wohnenden Studenten und zog daher zum Ende seines Wirkens mit seiner Frau in das von ihm gestiftete „Kandidatenheim“.

## Zeitlersche Stiftungen
Zeitler erkannte in ethischer Bildung Lösungsmöglichkeiten für die sozialen Probleme seiner Zeit. Nachdem er seine College-Pläne nicht verwirklichen konnte, errichtete er aus seinem Vermögen und aus dem Nachlass von Familienangehörigen mehrere Stiftungen, die neben der Hilfe bei unverschuldeten Notlagen besonders der Förderung der Ausbildung, aber auch der Ehre der Familie dienen sollten:
- Weber Johann Jakob Stiftung für Weber und andere Handwerker, kurz Weberstiftung genannt, errichtet 1889

Stiftungszweck: Unterhalt verarmter Weber und anderer Textil-Handwerker; Erhaltung des Zeitlerschen Erbbegräbnisses
Stiftungsmasse: 20.000 Mark, 1901 Zustiftung von 50.000 Mark
- Wilhelmine Zeitlers Frauenheim, errichtet 1894

Stiftungszweck: Unterstützung von unverschuldet bedürftigen Frauen
Stiftungsmasse: Wohnhaus Büschingstraße 30, 1904 Zustiftung der Wohnhäuser und Baugrundstücke Büschingstraße 31–35
- Agnes Zeitlers Kandidatenheim, errichtet 1896[2]

Stiftungszweck: freie Unterkunft für bedürftige evangelische Studenten der Theologie oder der klassischen Philologie
Stiftungsmasse: Grundstück Höchste Straße 41

Bau- und Stiftungsinformationen im Studienhaus

- Ludwig Zeitlers Studienhaus, errichtet 1901

Stiftungszweck: Unterstützung bedürftiger Studenten der Neueren Sprachen, der Mathematik oder der Naturwissenschaften; Förderung der Ausbildung unvermögender Mädchen und Frauen
Stiftungsmasse: Wohnhaus Büschingstraße 1 u. 2 (heute 2 u. 3), 1906 Zustiftung Büschingstraße 1a (heute 1)
- Emil Zeitlers Fachschulenhaus, errichtet 1903

Stiftungszweck: Unterstützung bedürftiger Handwerker und Künstler beim Studium an Fach- und Kunstschulen
Stiftungsmasse: 200.000 Mark und das Grundstück Linienstraße 20
Die Stiftungen wurden der Stadt Berlin oder der Berliner Universität übertragen, Zeitler behielt sich jedoch deren Verwaltung und damit auch die Auswahl der Begünstigten vor. In den Stiftungssatzungen hatte er zuvor stets ausführliche Festlegungen zur Nutzung getroffen. So heißt es zum „Kandidatenheim“:

„Der Zweck der Stiftung ist, bedürftigen evangelischen Studirenden der Theologie oder der klassischen Philologie, welche mindestens bereits drei Semester studirt haben und auf der Universität Berlin immatrikulirt sind, während ihres Aufenthalts auf der Universität, jedoch längstens auf die Dauer von drei Jahren, freie, in je einem besonderen Zimmer bestehende Wohnung nebst freier Heizung und Beleuchtung zu gewähren.“

Für das „Studienhaus“ Büschingstraße 1 galt:

„Aus den Mietserträgen dieses Eckhauses sollen junge unvermögende Mädchen über 15 Jahren und nicht über 50 Jahre alte Frauen, die mindestens fünf Jahre in Berlin wohnen, zur Erlernung von Handfertigkeiten Hilfe erhalten drei, auch sechs Monate lang je dreizig Mark, zu gelehrten Studien auf längstens 2 Jahre halbjährlich 180 Mark. Geborene Berliner und solche, die hiesige Gemeindeschulen besucht haben […], haben Vorrang.“

Das Vermögen der Stiftungen soll 1908 annähernd eine Million Goldmark betragen haben. Es wurde durch die Inflation, durch Kriegszerstörungen und die Nachkriegsentwicklung vernichtet; die Häuser Büschingstraße 1–3 und 35 haben zwar den Krieg und die nachfolgende stadtplanerische Umgestaltung überstanden, jedoch die Eigentümer gewechselt. Sie gehören zu den wenigen Zeugnissen der Bebauung der früheren Königstadt.

## Schriften
- Erinnerungen eines Berliners aus den letzten 70 Jahren des 19. Jahrhunderts; Pilz, Berlin 1909.